# Sido Rejo (Karangawen)
Sido Rejo is een bestuurslaag in het regentschap Demak van de provincie Midden-Java, Indonesië. Sido Rejo telt 6779 inwoners (volkstelling 2010).